# Клас складності P
Клас складності P (англ. Complexity class P) — клас задач, що можна розв'язати алгоритмами з поліноміальним часом.

## Формальне визначення
Алгоритмом з поліноміальним часом називається такий алгоритм, час роботи якого (тобто, кількість елементарних двійкових операцій, необхідних для його виконання на детермінованій машині Тюринга) на вхідному рядку довжиною {\displaystyle l} обмежено згори деяким поліномом {\displaystyle P(l)}.
Задачі, що можна розв'язати алгоритмом з поліноміальним часом належать до класу задач складності P.

### Машини Тюринга
Машина Тюринга {\displaystyle M} має часову складність (або час роботи) {\displaystyle T(n)}, якщо для довільного входу {\displaystyle w} довжини {\displaystyle n}, не залежно від результату машина {\displaystyle M} зупиниться після виконання щонайбільше {\displaystyle T(n)} кроків.
Деяка мова {\displaystyle L} належить до класу складності P, якщо існує поліноміальне {\displaystyle T(n)} таке, що мова {\displaystyle L} розпізнається деякою детермінованою машиною Тюринга {\displaystyle M} ({\displaystyle L=L(M)}) з часовою складністю {\displaystyle T(n)}.

### Практичне значення
Оскільки часто доводиться обчислювати значення функцій на вхідних даних великого обсягу, знаходження поліноміальних алгоритмів для обчислення функцій є дуже важливим завданням. Вважається, що обчислювати функції, які не лежать у класі {\displaystyle P}, помітно складніше, ніж лежать. Більшість алгоритмів, що лежать в класі {\displaystyle P}, мають складність, яка не перевершує многочлен в невеликій мірі від розміру вхідних даних.

#### Вужче визначення
Іноді під класом P мають на увазі вужчий клас функцій, а саме клас предикатів (функцій {\displaystyle f:\Sigma ^{*}\to \{0,\,1\}}). Тоді мова {\displaystyle L}, що розпізнає даний предикат, називається множиною слів, де предикат дорівнює 1. Мовами класу P називаються мови, для яких існують розпізнавальні їх предикати класу P. Очевидно, якщо мови {\displaystyle L_{1}}і {\displaystyle L_{2}} лежать у класі P, то і їх об'єднання, перетин та доповнення також лежать в класі P[джерело?].

#### Включення класу P в інші класи
Клас P є одним з найвужчих класів складності. Алгоритми, що належать йому, належать також класу NP, класу BPP (як допускають поліноміальну реалізацію з нульовою помилкою), класу PSPACE (т. к. зона роботи на машині Тюрінга завжди менше часу), класу P/Poly (для доказу цього факту використовується поняття протоколу роботи машини, який переробляється в булеву схему поліноміального розміру)[джерело?].
Вже понад 30 років залишається невирішеною задача про рівність класів P і NP. Якщо вони рівні, то будь-яке завдання з класу NP можна буде вирішити швидко (за поліноміальний час). Однак наукове товариство схиляється в бік негативної відповіді на це питання. Крім того, не доведено і строгість включення до ширших класів, наприклад, в PSPACE, але рівність P і PSPACE виглядає нині дуже сумнівно.

## Приклади
- Стандартний алгоритм множення матриць вимагає n3 операцій множення (хоча існують більш швидкі алгоритми, які теж мають поліноміальну швидкість, як, наприклад, алгоритм Штрассена).
- Степінь многочлена рідко буває великим. Один з таких випадків — запропонований в 2002 році індійськими математиками тест Агравала — Каяла — Сакса, який з'ясовує, чи є число n простим, за O(log6n) операцій.

### Завдання, приналежність яких класу P невідома
Існує багато задач, для яких не знайдено поліноміального алгоритму, але не доведено, що його не існує. Відповідно, невідомо, належать такі завдання класу {\displaystyle P}. Ось деякі з них:
- Задача комівояжера (а також всі інші {\displaystyle NP}-повні задачі). Поліноміальне розв'язання цієї задачі рівносильне встановленню рівності класів P і NP
- Розкладання числа на прості множники
- Дискретне логарифмування в скінченному полі
- Задача про приховану підгрупу з {\displaystyle n} твірними
- Дискретне логарифмування в адитивній групі точок еліптичної кривої